# Parandra janus
Parandra janus là một loài bọ cánh cứng trong họ Cerambycidae.